# ウッジャイン
ウッジャイン（ヒンディー語: उज्जैन ヒンディー語発音: [ʊd͡ːʒɛːn]、英語: Ujjain）は、インドのマディヤ・プラデーシュ州、ウッジャイン県の都市。ウッジャイニー（Ujjayini）とも呼ばれる。
ヒンドゥー教の聖地でもあり、クンブ・メーラ開催地のひとつである。
この都市は、サンスクリットで Ujjayani、パーリ語で Ujjeni である。

## 歴史
前6世紀、十六大国の一つアヴァンティ国の首都であった。
伝説によればヴィクラマーディティヤ王はこの地の王であった。紀元前57年に王がサカ族を破ったのがヴィクラマ紀元の由来であるという。ただし史実とは考えられていない。
その後、西クシャトラパ、グプタ朝の支配下に置かれたが、その後はムスリム勢力の支配を受けるなどして衰退していった。
18世紀、マラーター王国の諸侯シンディア家の支配下に置かれ、再建された。その後、拠点はグワーリヤルと行き来した。
1800年7月、シンディア家とホールカル家がウッジャインで激突し、ホールカル家が勝利、シンディア家は多大な犠牲を被った（ウッジャインの戦い）。
1810年、シンディア家の当主ダウラト・ラーオ・シンディアはグワーリヤルの新区画ラシュカルに遷都した。

## 人口
2011年の人口は、515,215人